# Acantholobulus pacificus
Acantholobulus pacificus is een krabbensoort uit de familie van de Panopeidae. De wetenschappelijke naam van de soort is, als Panopeus pacificus, voor het eerst geldig gepubliceerd in 1931 door Edmondson.